# Maleficent

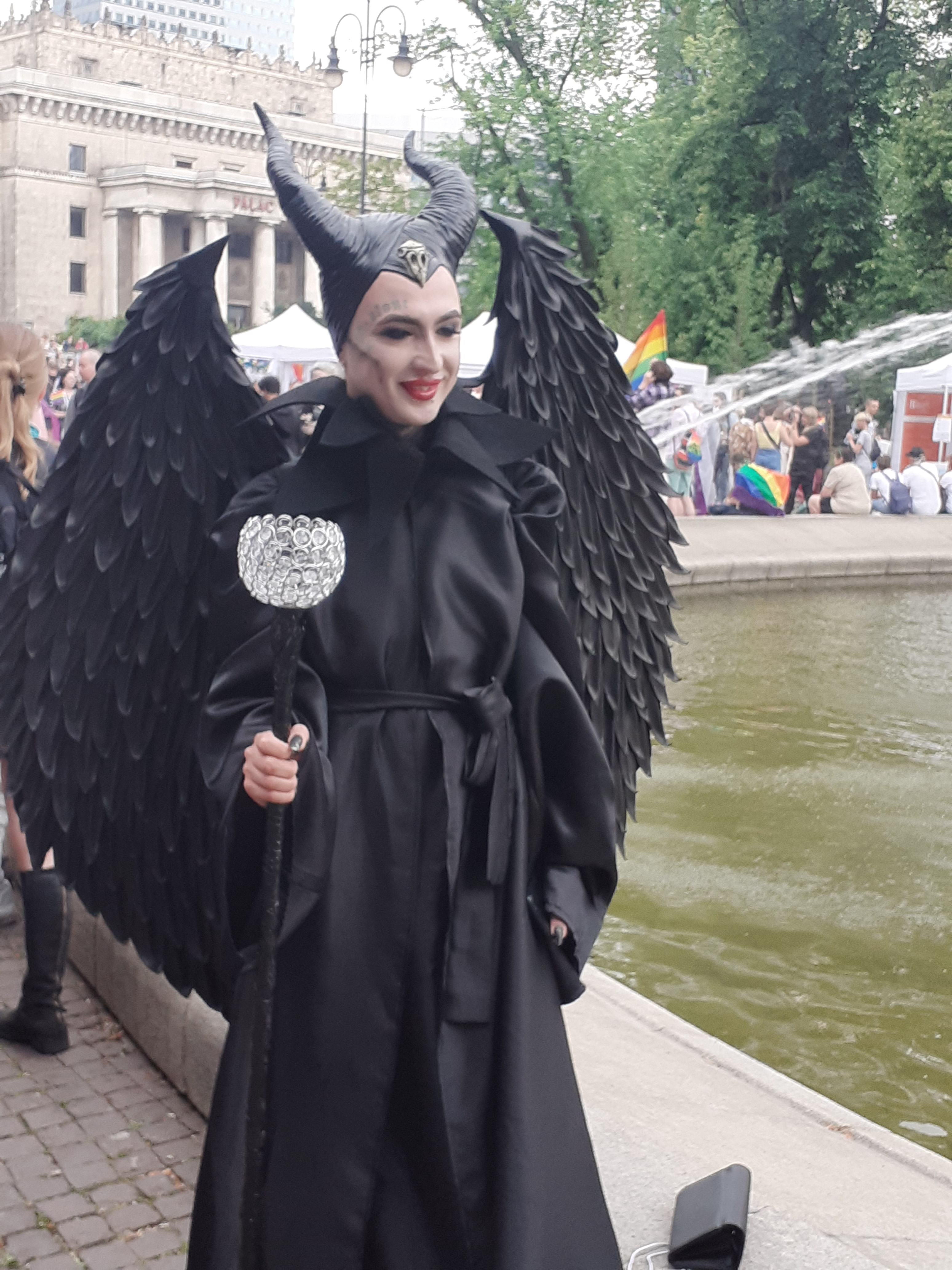
Cosplay Maleficent na Paradzie Równości w 2023

Maleficent – postać fikcyjna, główny czarny charakter z filmu animowanego wytwórni Walta Disneya Śpiąca Królewna z 1959. W polskiej wersji językowej znana jako Diabolina lub Czarownica.
Główny dynamiczny charakter z filmu pełnometrażowego Czarownica z 2014 (także wytwórni Walta Disneya), gdzie w przeciwieństwie do pierwotnej wersji, jej złe czyny zostały umotywowane zrażeniem do świata, spowodowanym zdradą, chciwością oraz dwulicowością bliskiego jej Stefana.
Nazywa siebie „władczynią złych mocy”. Pomimo że nie została zaproszona, przybywa na przyjęcie do zamku króla Stefana, wydane na cześć narodzin jego córki, królewny Aurory. Urażona, rzuca klątwę, na mocy której „zanim słońce zgaśnie w dniu jej szesnastych urodzin, królewna ukłuje się w palec wrzecionem z kołowrotka i umrze”. Jednak po błaganiach zmienia zdanie i mówi że nie umrze a zaśnie na wieczność, królewna po ukłuciu wrzecionem ma zapaść w sen trwający 100 lat.
Postać jest Disneyowską wersją „złej wróżki” lub „złej matki chrzestnej” z oryginalnej francuskiej baśni o tym samym tytule.
Pojawia się w serialu Cafe Myszka i grach z serii Kingdom Hearts oraz w mandze. W filmie Czarownica ukazane zostają jej motywacje i powody tego, że rzuciła klątwę. Obraz pokazują jej dobrą stronę oraz złe oblicze króla Stefana.

## Historia
Animacją postaci w filmie Śpiąca Królewna (1959) zajął się Marc Davis. Złej czarownicy nadano imię „Maleficent” (przymiotnik który oznacza „czynienie zła lub krzywdy”).
W czasie kreacji, twórcy zrezygnowali ze standardowego wizerunku czarownicy, nadając postaci złowieszczy, elegancki wygląd. Disneyowska Maleficent jest wysoka, smukła, posiada zieloną skórę i dwa czarne rogi. Ubrana jest w pełni zabudowany czarny kostium ze szpiczastym, fioletowym kołnierzem. Jeden z twórców postaci, rysownik i animator Burny Mattison przyznaje, że Maleficent „została zaprojektowana na wzór gigantycznego nietoperza wampira, aby stwarzać poczucie zagrożenia”.

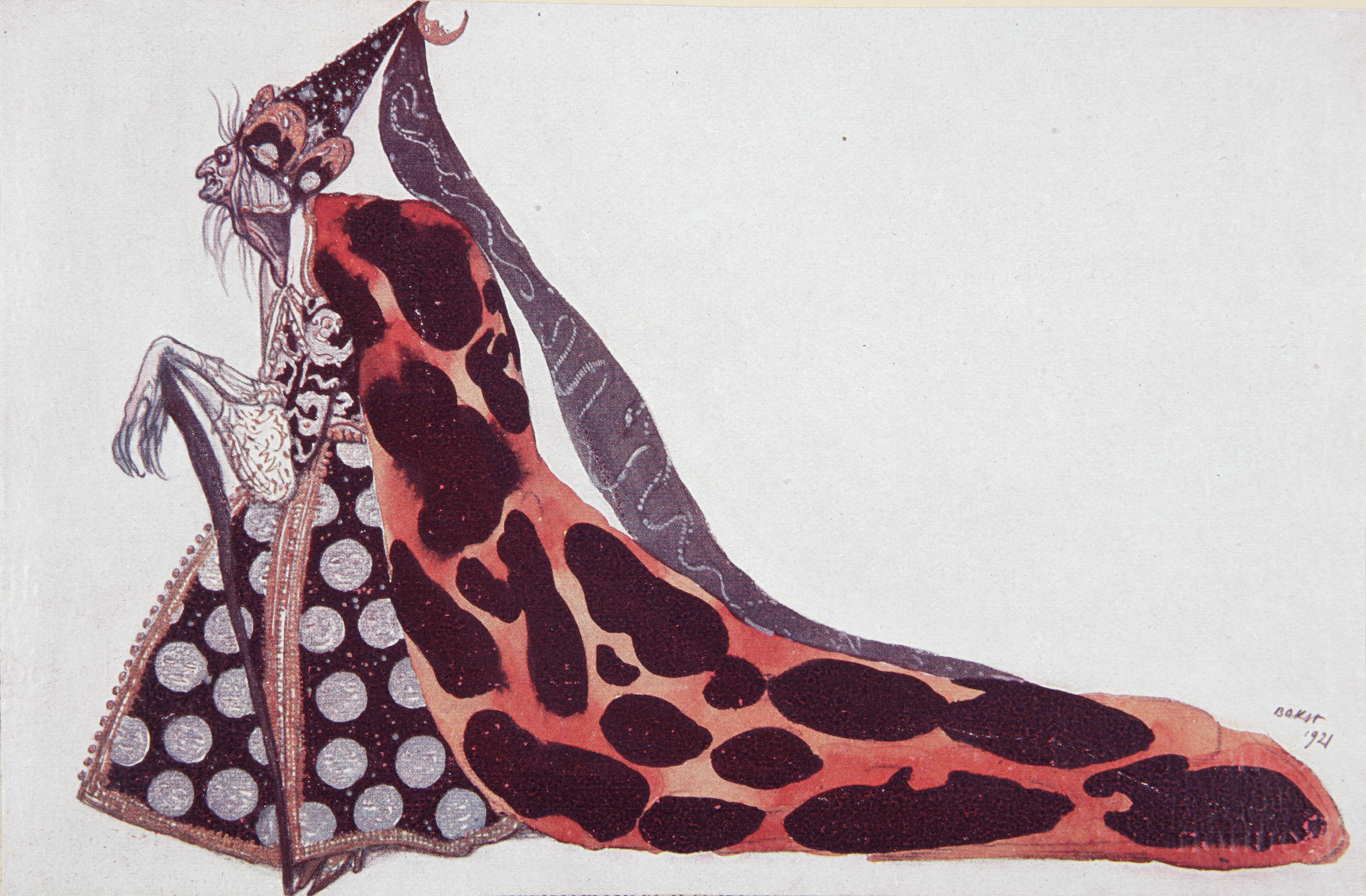
Zła Wróżka autorstwa Léona Baksta

## Maleficent w filmie i grach
Maleficent pojawia się po raz pierwszy w 1959 w filmie Śpiąca Królewna. Pojawia się na samym początku filmu, wyłaniając się z wielkiego płomienia. Zbliża się do kołyski i rzuca na małą królewnę Aurorę zaklęcie. Później, gdy Aurora jest już dorosła, porywa księcia, prowadzi królewnę na wieżę i zwodzi ją. Jest prawdziwą władczynią piekieł – wzywa piekielne moce i szatańskie siły do walki z księciem Filipem. Ostatecznie ginie pod postacią smoka od ciosu zadanego jej mieczem w serce przez Filipa.
Następnie pojawia się jako przewodnik złych mocy w grze Kingdom Hearts, w której dąży do porwania siedmiu Księżniczek Serca i pogrążenia świata w nieskończonej ciemności. Udaje jej się to, ale ostatecznie zostaje zgładzona. W późniejszych kontynuacjach gry pojawia się wskrzeszona, ale znów przegrywa.
W maju 2014 ukazał się film opowiadający o jej losach przed rzuceniem klątwy i po jej zdjęciu. Nosi nazwę od jej imienia czyli Maleficent a po polsku Czarownica. Należy również do produkcji Disneya.

## Wygląd
Jest wysoka i smukła. Nosi długą bordową suknię, którą prawie całkowicie zasłania czarny płaszcz z długimi rękawami. Ma wysoki, fioletowy kołnierz. Cała jej głowa (poza twarzą) jest szczelnie zakryta czarnym materiałem. Na głowie ma dwa krzywe rogi. Jej twarz jest podłużna i bladozielona. Ma wąskie usta w kolorze krwi i pomalowane na fioletowo duże, błyszczące oczy. Posiada długie palce, zakończone długimi paznokciami, pomalowanymi na czerwono. Na palcu wskazującym u prawej ręki nosi złoty pierścień z ametystem. Za różdżkę służy jej długa laska, którą nosi przy sobie. Zawsze towarzyszy jej czarny kruk o imieniu Diablo. Porusza się wolno i elegancko.

## Dubbing
W wersji oryginalnej filmu Śpiąca Królewna głosu użyczyła jej Eleonor Audley. W polskim dubbingu przemówiła głosem Zofii Mrozowskiej, a w późniejszej wersji – Marii Homerskiej.